# Остров Матвеева
О́стров Матве́ева — остров в заливе Петра Великого Японского моря, один из островов архипелага Римского-Корсакова. Лежит в 1,4 км к западу от острова Большой Пелис, расположен в 62 км к юго-западу от Владивостока и к 22 км к югу от Славянки. Административно относится к Хасанскому району Приморского края. Является частью Дальневосточного  морского заповедника (ДВГМЗ).
Постоянное население на острове отсутствует, в летне-осенний период остров изредка посещается туристами и отдыхающими (без выхода на берег).

## История
Остров впервые был обнаружен в 1851 году французскими китобоями, и в 1852 году описан моряками французского брига «Каприз». Русскими впервые был обследован и описан в 1854 году экипажами фрегата «Паллада» и шхуны «Восток». Подробно исследован и нанесён на морскую карту в 1863 году экспедицией подполковника корпуса флотских штурманов В. М. Бабкина с борта корвета «Калевала». Назван по фамилии капитан-лейтенанта П. К. Матвеева, командира корвета «Воевода», плававшего в то время в дальневосточных морях. В 1930-х годах недолгое время назывался остров Матвея.

## География
Протяжённость острова Матвеева с юго-востока на северо-запад составляет около 1470 м, наибольшая ширина — 560 м. Остров состоит из двух высоких частей, соединённых низким узким перешейком из гальки и валунов. Наибольшая высота южной части острова 128,3 м, высота скалистой северной части 57,9 м. Площадь острова 0,37 км², площадь северо-западных островков 0,06 км². Берега острова отвесные и обрывистые, в непосредственной близости от них разбросаны надводные, осыхающие и подводные камни. Поверхность острова поросла лиственным лесом и кустарником. От юго-восточной оконечности острова Матвеева на 0,5 кбт к востоку отходит галечная коса.
К северо-западу, на расстоянии 0,7 и 5,7 кбт от северной оконечности острова Матвеева лежат два скалистых безымянных островка высотой 47,4 и 51,2 м соответственно. Между островками и островом Матвеева тянется риф. На рифе почти на равных расстояниях друг от друга находятся три надводных камня. К северо-западу от островков находятся два больших и несколько мелких остроконечных кекуров простираются цепью на 2 кбт. Островки и кекуры соединены низкой каменистой грядой..